# Freddie Dredd
Ne doit pas être confondu avec Freddie Redd.
Freddie Dredd, né Ryan Mitchel Chassels le 19 septembre 1997 à Oshawa en Ontario, est un rappeur et producteur de musique canadien,.
Il sort principalement ses productions sur la plateforme SoundCloud sous le pseudonyme de Ryan C. Ses singles GTG et Cha Cha sont certifiés disques d’or. En 2023, son single Wrath est nommé aux Juno Awards dans la catégorie Single rap de l’année (en),.
En 2024 sort un documentaire consacré à sa carrière, produit par Wax Management, en collaboration avec RCA Records et Sony Music.

## Biographie

### Enfance
Ryan Mitchel naît à Oshawa au Canada, où il vit toujours.

## Carrière
Appartenant à la nouvelle génération de rappeurs ayant émergé grâce à la plateforme de streaming SoundCloud, il produit et publie d’abord ses propres musiques sous le pseudonyme de Ryan C. Il est membre actif du collectif Sixset et distribue ses musiques sous les labels Doomshop et RCA Records, une division de Sony Music Entertainment.
C’est à partir de 2018 que certaines de ses musiques deviennent virales grâce au réseau social TikTok, comme le titre GTG ou Cha Cha, tous deux disques d’or,,.

## Discographie

### Albums studio
- 2022 : Freddie’s Inferno
- 2023 : Freddie’s Inferno (Deluxe)
- 2024 : Cease & Disintegrate

### EP
- 2016 : Death Valley
- 2017 : Dredd
- 2018 : Fade
- 2018 : Pink Lotus
- 2019 : Dreddalicious
- 2019 : 8ball Playaz 1 & 2
- 2019 : Variety Pack  EP, Vol. 1
- 2020 : Suffer
- 2024 : Frank Miller (Kill Again) / I’m So Glad

### Singles
Les singles ici présents sont uniquement ceux étant distribués sur les plateformes de streaming et non pas les singles présents sur SoundCloud.
- 2018 : Evil Fantasy
- 2018 : Who Is Freddie Dredd?
- 2018 : Up
- 2018 : Movin’
- 2018 : Opaul
- 2018 : Zoro / Pure Imagination
- 2018 : Oh Darling (feat. Soudiere)
- 2018 : You Know
- 2018 : Crown
- 2018 : GTG
- 2018 : METÀ VITA
- 2018 : Catch Thirtythree
- 2018 : Conductor
- 2018 : Holiday
- 2018 : Stutter
- 2018 : Killin’ On Demand
- 2019 : Viva Nao Mais
- 2019 : Redrum
- 2019 : Repo
- 2019 : On Me
- 2019 : Cha Cha
- 2019 : Nasty
- 2019 : Slangin’
- 2019 : Bitch Made
- 2019 : All Alone
- 2019 : Ditty
- 2019 : Weather
- 2019 : Need A Hit
- 2019 : No Nut November (feat. Matt Watson, Carson Tucker & Kill Bill)
- 2020 : Necklace
- 2020 : Tool
- 2020 : Darko
- 2020 : Speak Up
- 2020 : Devil’s Work
- 2021 : Doomset (feat. Soudiere & NxxxxxS)
- 2021 : Shut Up[14] (feat. LLusion & Lil Toe)
- 2022 : Wrath
- 2022 : Greed
- 2022 : Limbo[15]
- 2022 : Kick Rocks (feat. Lil Darkie)
- 2023 : Slump (feat. NxxxxxS)
- 2023 : POPTHATRUNK (feat. 1nonly (en))
- 2023 : Rockefeller
- 2024 : Plenty Guns
- 2024 : How Many
- 2024 : POS
- 2024 : Geek